# Albert-Schwarz-Bad

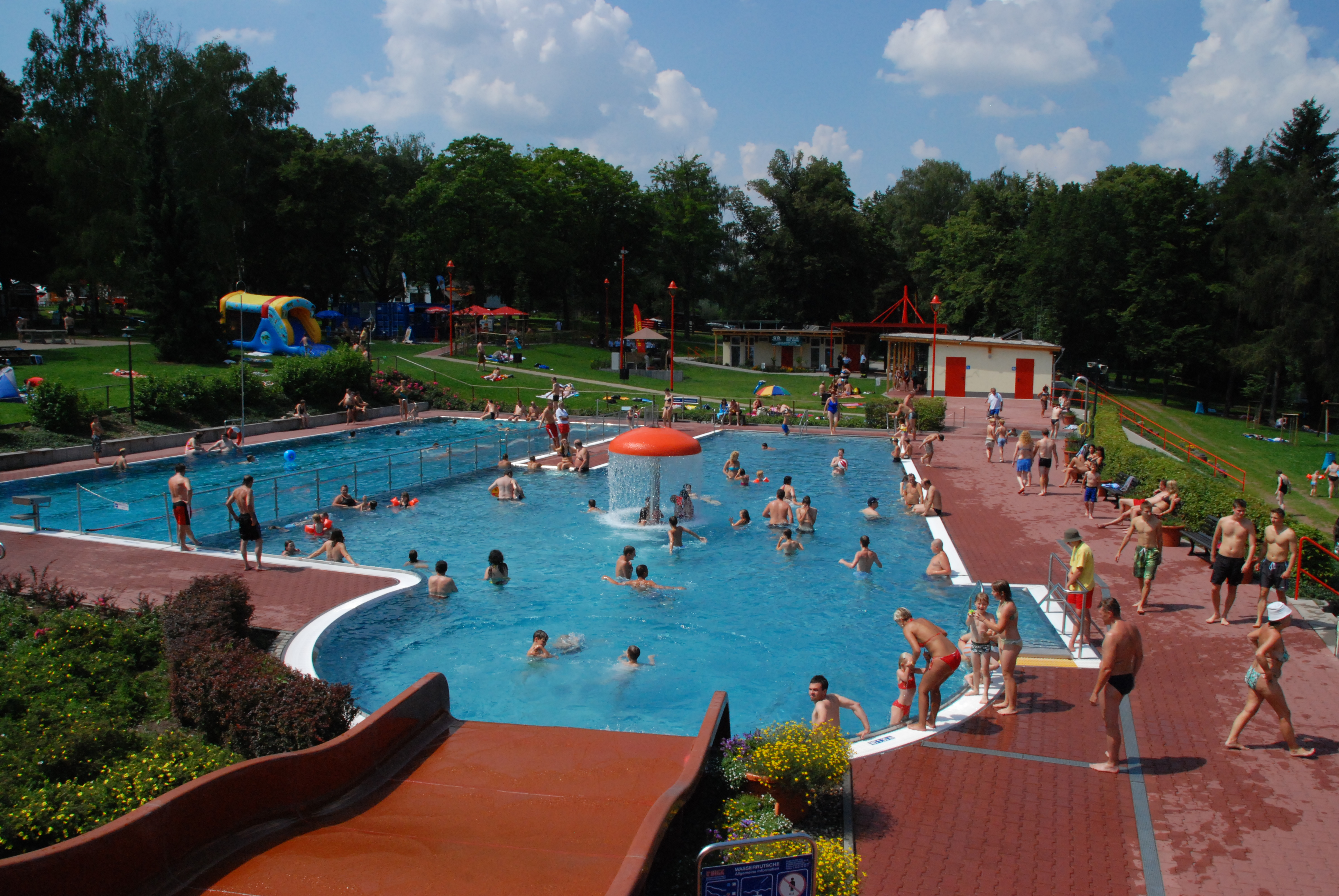
Schwimmer- und Nichtschwimmerbereich

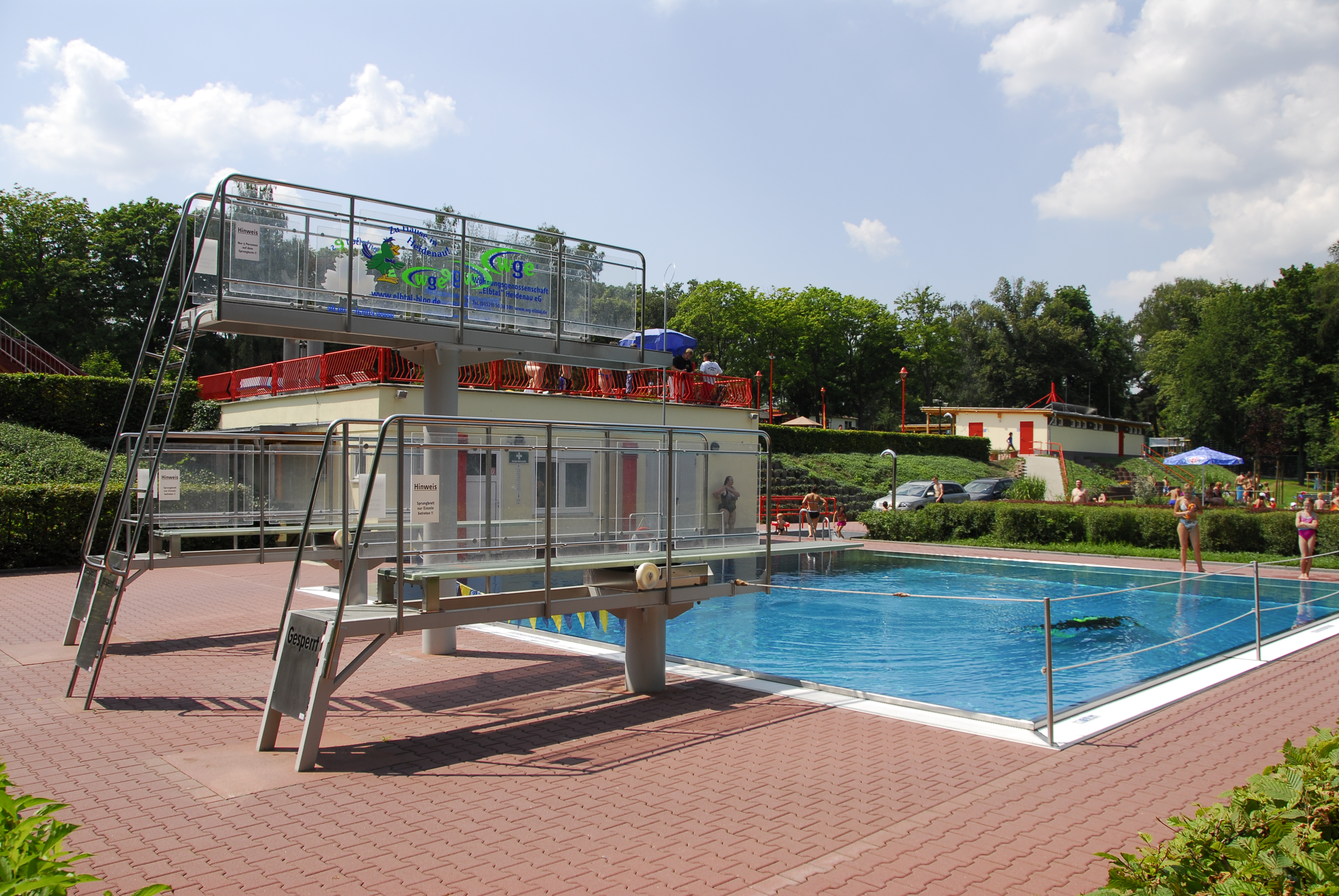
Springerbecken

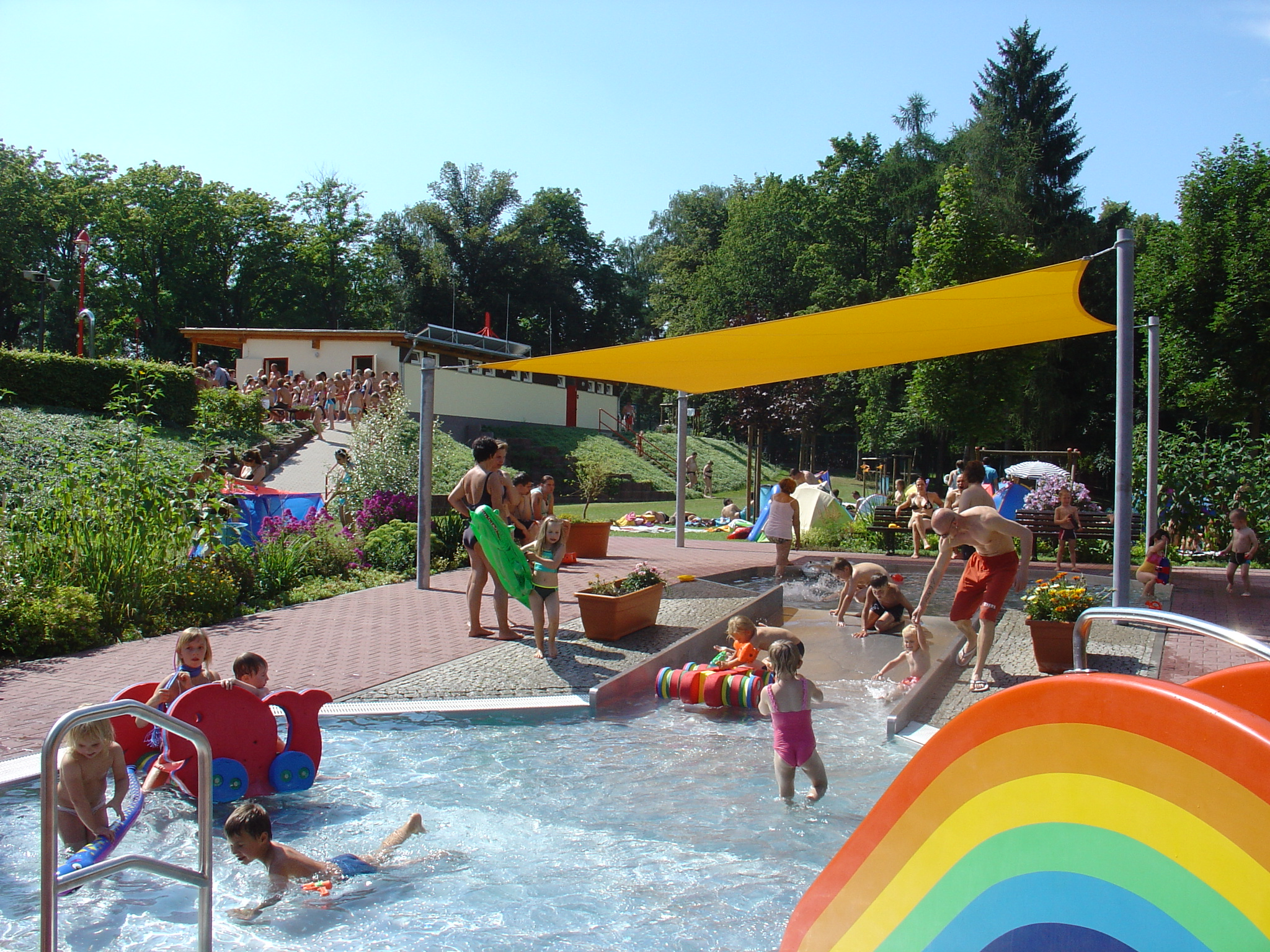
Planschbecken

Das Albert-Schwarz-Bad Heidenau ist ein städtisches Freibad in der sächsischen Stadt Heidenau. Es liegt auf der Meuschaer Höhe und wird von der Technischen Dienste Heidenau GmbH betrieben.

## Geschichte
Bereits 1911 fasste der Verein „Volksgesundheit“ die Idee zum Bau eines „Licht- und Luftbades“, jedoch unterbrach der Erste Weltkrieg die Vorarbeiten zum Bau des Bades. Der am 4. Juni 1920 gegründeten Genossenschaft zur Errichtung des Bades traten nicht nur die umliegenden Gemeinden mit namhaften Geldbeiträgen bei, auch aus Betrieben gingen finanzielle Zuwendungen ein. Zudem konnten Einrichtungen mit Mitteln der produktiven Erwerbslosenhilfe geschaffen werden. Ganz besonders setzte sich der SPD-Politiker Albert Schwarz für den Bau und seine Finanzierung ein.
Am 16. Mai 1921 wurde die Anlage zunächst als Licht- und Luftbad feierlich eingeweiht. Mit Beginn der Badesaison 1923 konnte dann das Schwimmbecken mit einer Größe von 50 m × 20 m seiner Bestimmung übergeben werden, nachdem die Gemeinde Heidenau einen Leitungsanschluss vom oberhalb des Bades befindlichen Hochbehälter kostenlos hergestellt hatte.
Zwischen 1935 und 1945 war Juden der Zugang zum Licht- und Luftbad nicht erlaubt.
1946 wurde das Bad nach seinem Förderer Albert Schwarz benannt, nachdem ein hier für ihn errichtetes Denkmal schon 1933 von den Nationalsozialisten zerstört worden war. 2000 wurde der Gedenkstein mit einem nach einer Bildvorlage nachgefertigten Bronzerelief wiederhergestellt.
1953 ging das Bad in Volkseigentum über und wurde von der Gemeinde verwaltet, die es sukzessive um ein Kinderbecken (1955), ein zweites Schwimmer- und Springerbeckens (1957 bis 1959) und einen Sprungturm (1958) erweiterte. Umfassende Rekonstruktionen erfolgten 1973, von 2001 bis 2002 und von 2007 bis 2008, so dass sich das Bad heute mit einer modernen Edelstahlbeckenlandschaft präsentiert.
2018 erreichte das Bad beim bundesweiten Freibad-Ranking „Deutschlands beliebteste Sommerbäder“ den 3. Platz.

## Ausstattung
Das Freibad verfügt über ein 4×25-m-Sportschwimmbecken (450 m³), ein Springerbecken (340 m³) mit 3-m-Sprungturm, ein Nichtschwimmer-Becken mit Breitwasserrutsche und Wasserpilz (279 m³) sowie zwei Planschbecken im Kleinstkinderbereich.
Die im Stil der 1930er Jahre aufgebauten Kabinenbereiche standen ursprünglich im Heidenauer Elbebad. Das Damenhaus des Heidenauer Elbebades vom Ende des 19. Jahrhunderts wurde ebenfalls ins Albert-Schwarz-Bad umgesetzt und wird derzeit von der DLRG Heidenau genutzt.
Das Bad besitzt einen baumbestandenen Liegebereich von rund 40.000 m² mit Spiel- und Sportmöglichkeiten. Eine wettkampfgerechte 3-Felder-Multibeachanlage ist für Beachvolleyball, Beachhandball und für Beachsoccer ausgestattet. Sie wird von Freizeitsportlern und mehreren Sport- und Spielvereinen zum Training und für Turniere genutzt.
Die Außenanlage hat ein Fassungsvermögen von rund 5000 Besuchern. An Spitzentagen kamen bis zu 3000 Besucher ins Albert-Schwarz-Bad nach Heidenau.